# Carl Martin Christensen
Carl Martin Kaare Christensen (født 25. december 1940) er en dansk landmand og politiker, søn af Christian R. Christensen.
Han var været gårdejer og medlem af Folketinget 1984-1987 for Det Konservative Folkeparti. I 1974 blev han medlem af Søndersø Kommunalbestyrelse og forstsatte fra 2007 i Nordfyns Kommunalbestyrelse, hvor han sad frem til udgangen af 2009. 1987-2006 har han tillige været formand for Dansk Slægtsgårdsforening.